# 커 스미스
커 스미스(Kerr Smith, 1972년 3월 9일 ~ )는 미국의 배우이다.

## 출연 작품

### 영화
- 파이널 데스티네이션 (2000)
  - 파이널 데스티네이션 5 (2011)
- 사막의 뱀파이어 (2001)
- 블러디 발렌타인 (2009)

### 텔레비전
- 도슨의 청춘일기 (1998-2003)
- 참드 (2004-05)
- 라이프 언익스펙티드 (2010-11)
- 포스터 가족 (2014-18)